# ۱۸۷۰
۱۸۷۰ (میلادی) سالی در سده نوزدهم در گاه‌شماری میلادی بود.

## رویدادها
تأسیس دانشگاه ایالتی اوهایو
== زادروزها == پیک نایدی اسب سوار ۲۰ژوییه ۱۷۸۰
- ۶ ژانویه - گوستاف باوئر، سیاست‌مدار آلمانی (د. ۱۹۴۴)
- ۵ فوریه - آلفرد آدلر، روان‌شناس اتریشی
- ۵ مارس - رزا لوکزامبورگ، انقلابی سوسیالیست و کمونیست آلمانی و لهستانی‌تبار (ز. ۱۸۷۰)
- ۱ آوریل - اوساچی هاماگوچی، سیاست‌مدار ژاپنی (د. ۱۹۳۱)
- ۲۲ آوریل - ولادیمیر لنین، سیاستمدار و بنیانگذار اتحاد جماهیر شوروی سوسیالیستی
- ۳۰ سپتامبر - ژان باتیست پرن، فیزیک‌دان فرانسوی (د. ۱۹۴۲)
- ۱۰ اکتبر - ایوان بونین، زبان‌شناس، مترجم، نویسنده، و شاعر روس (د. ۱۹۵۳)
- ۱۸ دسامبر - ساکی، نویسنده بریتانیایی (د. ۱۹۱۶)

## درگذشت‌ها
- ۲۰ ژوئن - ژول دو گنکور، نویسنده فرانسوی (ز. ۱۸۳۰)
- ۵ دسامبر - الکساندر دوما، نویسنده فرانسوی (ز. ۱۸۰۲)